# Кушнир, Макар Александрович
Макар Александрович Кушнир (укр. Макар Олександрович Кушнір; 10 августа 1890, Черкассы, Киевская губерния — 2 августа 1951, 16 сентября 1951 или 16 ноября 1951, Бельгия) — журналист, член Украинской Центральной рады (1917—1918), один из соучредителей Организации украинских националистов.

## Биография
Родился в семье священника. В 1901—1909 годах учился в Черкасской мужской гимназии. Высшее образование получил на историко-филологическом факультете Петербургского университета.
Имел активную гражданскую позицию. Во время пребывания в Санкт-Петербурге сотрудничал с обществом «Джерело», был членом петроградской организации Украинской социал-демократической рабочей партии.
Автор идеи создания на территории Российской империи государства, разделенного по аналогии США на штаты с большими автономными правами у каждого штата.
После поражения Украинской революции в 1920-х годах Кушнир эмигрирует в Европу.
В конце 1920-х годов стал одним из основателей Организации украинских националистов. Принимал участие в I Конгрессе ОУН в Вене (28 января—3 февраля 1929 года). Выступил с докладом «Экономические взаимоотношения между Украиной и Россией в СССР». Избран главным судьёй организационного суда ОУН и членом Провода украинских националистов (ПУН; руководящий орган ОУН) (1929—1938). В Проводе отвечал за издание литературы ОУН на иностранных языках. Участвовал в выработке программных основ ОУН. 1929—1934 годы — наибольшая активность Кушнира как члена ОУН. В связи с конфиденциальностью его деятельности многие моменты из его жизни остаются до сих пор «белыми пятнами». Известно, что он выполнял специальные функции в ОУН, так в 1933 году Кушнир со специальной миссией побывал в ряде государств Европы: Бельгии, Великобритании, Германии, Финляндии и Румынии, организовывал пересылку патриотической украинской литературы в тогдашнюю советскую Украину.
После автомобильной катастрофы в Лондоне в апреле 1934 года полностью ослеп.
Последние 17 лет жизни (1934—1951 годы) безвыездно жил в Бельгии. Там, по одной из версий 2 августа (по другим — 16 сентября или 16 ноября) 1951 года он умер, похоронен в городке Помероль (посёлок в департаменте Жиронда, Франция).
Писал под псевдонимами: Богуш, В. Богуш, Якименко, Я. Дуб, Б. Днепрянский, Мак и др.

## Память
- Один из переулков[укр.] города Черкассы (бывш. переулок Парижской коммуны) назван в честь Макара Кушнира в мае 2016 года[3].
- 24 апреля 2016 года в Черкассах на старом корпусе Музыкального училища им. С. Гулака-Артёмовского была открыта мемориальная доска Макару Кушниру[4][5].